# Żegarynka
Żegarynka (lit. Žagarinė; pol. hist. Zegarynka) – wieś na Litwie, w okręgu wileńskim, w rejonie wileńskim, w gminie Podbrzezie.
Współcześnie w skład miejscowości wchodzi także dawny zaścianek Dobrowola.

## Historia
W dwudziestoleciu międzywojennym Żegarynka i Dobrowola były zaściankami leżącymi w Polsce, w województwie wileńskim, w powiecie wileńsko-trockim, w gminie Podbrzezie. W 1931 miejscowości liczyły:
- Żegarynka – 10 mieszkańców, zamieszkałych w 2 budynkach[2].
- Dobrowola – 4 mieszkańców, zamieszkałych w 1 budynku[2].

Po II wojnie światowej w granicach Związku Sowieckiego. Od 1991 na niepodległej Litwie.